# Friedrich von Baudissin
Friedrich Hugo Chlothar Aimé von Baudissin (ur. 5 kwietnia 1852 w Schierensee, zm. 5 lutego 1921 w Charlottenburgu) – niemiecki admirał Cesarskiej Marynarki Królewskiej, Szef Sztabu Admiralicji.

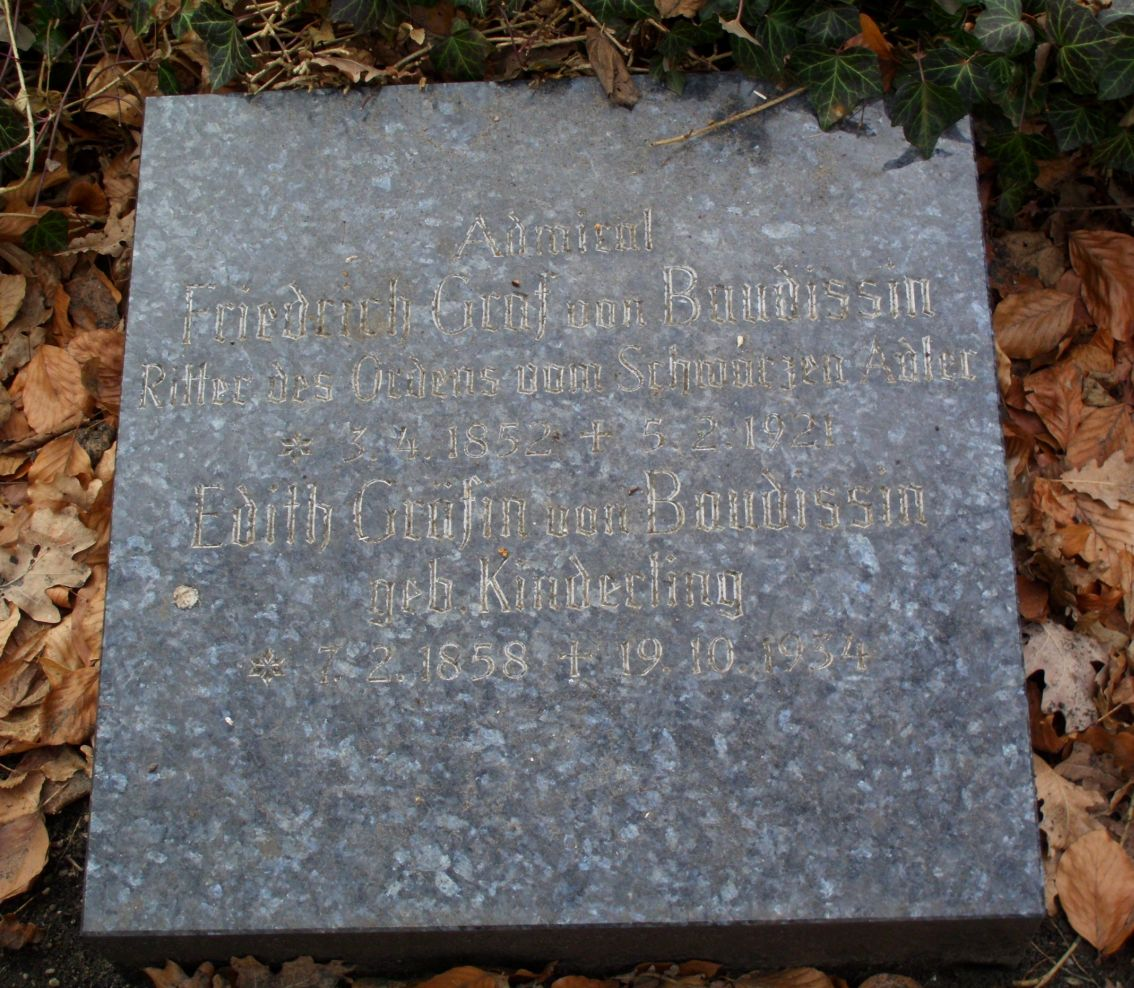
Grób admirała von Baudissina

## Życiorys
W 1867 roku wstąpił do Marynarki Wojennej Prus. Uczestniczył w wojnie francusko-pruskiej, a w 1871 roku został awansowany na stopień podporucznika marynarki (niem. Leutnant zur See) . Następnie służył kolejno na fregacie SMS "Hertha", awizie SMS "Loreley" i na korwecie SMS "Augusta". Od 1880 roku, po ukończeniu kursów w Akademii Marynarki w Kilonii i awansie na kapitana marynarki (niem. Kapitänleutnant), objął dowództwo nad awizem SMS "Pomerania", a następnie nad kanonierką SMS "Albatros". W 1887 roku, w stopniu komandora podporucznika (niem. Korvettenkapitän) przeniesiony do Ministerstwa Marynarki Rzeszy. Sześć lat później, już w stopniu komandora (niem. Kapitän zur See) objął dowództwo nad okrętem liniowym SMS "Kurfürst Friedrich Wilhelm". W 1897 roku przeniesiony z powrotem do Ministerstwa Marynarki, na stanowisko szefa departamentu. Rok później mianowany przez cesarza Wilhelma II dowódcą cesarskiego jachtu SMY Hohenzollern. W 1902 roku, już w stopniu kontradmirała (niem. Kontreadmiral), uczestniczył w podróży jachtu cesarskiego do Ameryki. W tym samym roku mianowany zastępcą dowódcy Niemieckiej Eskadry Wschodnioazjatyckiej. Następnie, w 1903 roku, objął stanowisko inspektora I Inspektoratu Marynarki w Kolonii. W 1904 roku zastąpił adm. Hansa von Koestera na stanowisku dowódcy 1. Eskadry Hochseeflotte, a rok później awansowany do stopnia wiceadmirała (niem. Vizeadmiral). W latach 1906-1908 piastował funkcję dowódcy bazy Marynarki Morza Bałtyckiego w Kolonii. Następnie, w stopniu admirała, przez rok był Szefem Sztabu Admiralicji, jednak w wyniku konfliktu z Alfredem von Tirpitzem został zmuszony do ustąpienia ze stanowiska i został szefem bazy Marynarki Morza Północnego w Wilhelmshaven . W 1913 roku przeszedł w stan spoczynku. Po wybuchu I wojny światowej admiralicja planowała przywrócenie adm. von Baudissina do służby na stanowisko doradcy Marynarki Wojennej Imperium Osmańskiego, jednak z powodu złego stanu zdrowia admirała, w 1915 roku, zaniechano nominacji. 

## Odznaczenia
Odznaczenia adm. von Baudissina to między innymi:
- Order Orła Czarnego z łańcuchem (Prusy)
- Krzyż Wielki Orderu Orła Czerwonego z liśćmi dębu (Prusy)
- Order Orła Czerwonego I klasy z liśćmi dębu (Prusy)
- Order Orła Czerwonego III klasy ze wstęgą i koroną (Prusy)
- Order Królewski Korony I klasy (Prusy)
- Komandor Orderu Hohenzollernów (Prusy)
- Odznaka za Służbę Wojskową (Prusy)
- Komandor II klasy Orderu Lwa Zeryngeńskiego (Badenia)
- Krzyż Wielki II klasy Orderu Zasługi Wojskowej (Bawaria)
- Wielki Komandor Orderu Gryfa (Meklemburgia)
- Komandor Orderu Domowego i Zasługi Księcia Piotra Fryderyka Ludwika (Oldenburg)
- Komandor I klasy Orderu Alberta z gwiazdą (Saksonia)
- Komandor Orderu Sokoła Białego (Saksonia-Weimar)
- Krzyż Wielki Orderu Ernestyńskiego (Saksonia)
- Krzyż Wielki Orderu Korony Wirtemberskiej (Wirtembergia)
- Komandor II klasy Orderu Fryderyka (Wirtembergia)
- Order Podwójnego Smoka II stopnia III klasy (Chiny)
- Krzyż Wielki Orderu Danebroga (Dania)
- Komandor Legii Honorowej (Francja)
- Komandor Orderu Zbawiciela (Grecja)
- Kawaler Komandor Orderu Królewskiego Wiktoriańskiego (Wielka Brytania)
- Wielka Wstęga Orderu Wschodzącego Słońca (Japonia)
- Złota i Srebrna Gwiazda Orderu Świętego Skarbu (Japonia)
- Komandor Orderu Świętych Maurycego i Łazarza (Włoch)
- Rycerz Krzyża Wielkiego Orderu Oranje-Nassau (Niderlandy)
- Komandor Orderu Franciszka Józefa (Austro-Węgry)
- Order Orła Białego (Imperium Rosyjskie)
- Order Świętego Stanisława I klasy (Imperium Rosyjskie)
- Komandor Krzyża Wielkiego Orderu Miecza (Szwecja)
- Krzyż Wielki Zasługi Morskiej (Hiszpania)